# Ría de Tina Mayor
Ría de Tina Mayor är en flodmynning i Spanien.   Den ligger i regionen Kantabrien, i den norra delen av landet, 300 km norr om huvudstaden Madrid.